# Katherine Waterstonová
Katherine Boyer Waterstonová (* 3. března 1980 Londýn) je americká herečka.
Narodila se v Londýně americkým rodičům – jejím otcem je herec Sam Waterston – a má britské i americké občanství. Získala titul bakalář umění na Tisch School of the Arts v New Yorku. Hrála v off-Broadwayských divadlech Classic Stage Company a Rattlestick Playwrights Theater, první celovečerní hraný film natočila v roce 2007. Objevila se i v televizním seriálu Impérium – Mafie v Atlantic City. Za roli Shasty ve filmu Skrytá vada získala v roce 2015 Cenu Roberta Altmana. Na Stockholmském filmovém festivalu v roce 2020 získala cenu za hlavní roli ve filmu Svět na kraji světa. Byla také nominována na Satellite Award a Teen Choice Awards.

## Filmografie
- 2006 Orchids
- 2007 Holky na hlídání
- 2007 Michael Clayton
- 2009 Zažít Woodstock
- 2011 Eat
- 2011 Enter Nowhere
- 2012 Robot a Frank
- 2012 V tátově stínu
- 2013 Noc přichází
- 2013 Zmizení Eleanor Rigby: Ona
- 2014 Poslední K.O.
- 2014 Skrytá vada
- 2015 Milenci těch druhých
- 2015 Královna Země
- 2015 Steve Jobs
- 2015 Manhattan Romance
- 2016 Fantastická zvířata a kde je najít
- 2017 Loganovi parťáci
- 2017 The Current War
- 2017 Vetřelec: Covenant
- 2018 Devadesátky
- 2018 Fantastická zvířata: Grindelwaldovy zločiny
- 2019 Amundsen
- 2020 Svět na kraji světa
- 2022 Fantastická zvířata: Brumbálova tajemství
- 2022 Babylon